# 小普里茨湖

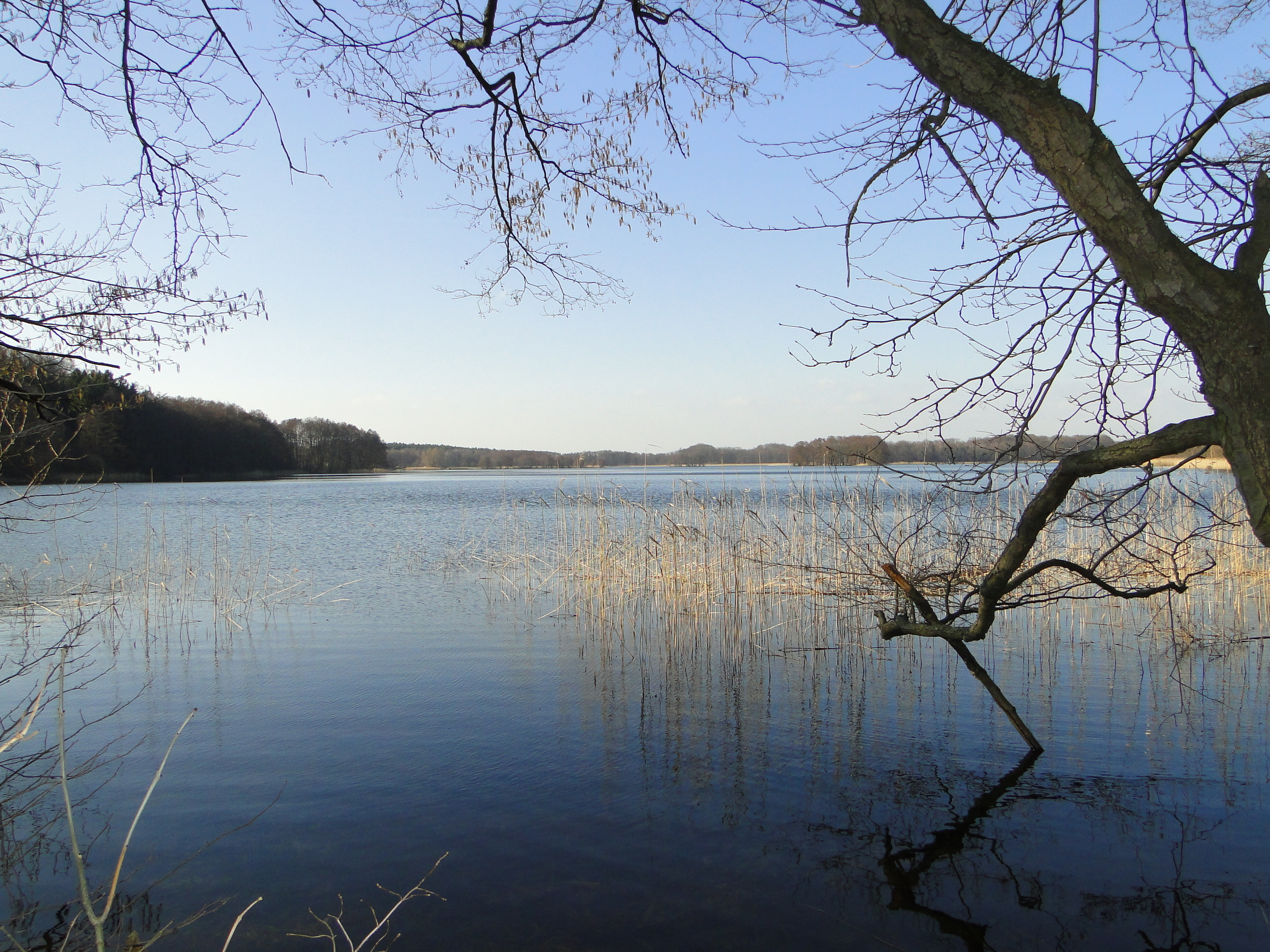

53°38′58″N 11°56′27″E / 53.64944°N 11.94083°E
小普里茨湖（德語：Kleinpritzer See），是德國的湖泊，位於該國東北部，由梅克倫堡-前波美拉尼亞州負責管轄，處於路德維希斯盧斯特-帕爾希姆縣，面積2.4平方公里，海拔高度37米，平均水深8米，最大水深22米。